# Osakia lineolella
Osakia lineolella är en fjärilsart som beskrevs av Émile Louis Ragonot 1901. Osakia lineolella ingår i släktet Osakia och familjen mott. Inga underarter finns listade i Catalogue of Life.